# Piermont (New Hampshire)
Piermont város az USA New Hampshire államában, Grafton megyében. Lakosainak száma 769 fő (2020. április 1.).

## Népesség
A település népességének változása:

| 2010 | 790 |
| 2020 | 769 |